# University of Texas at San Antonio

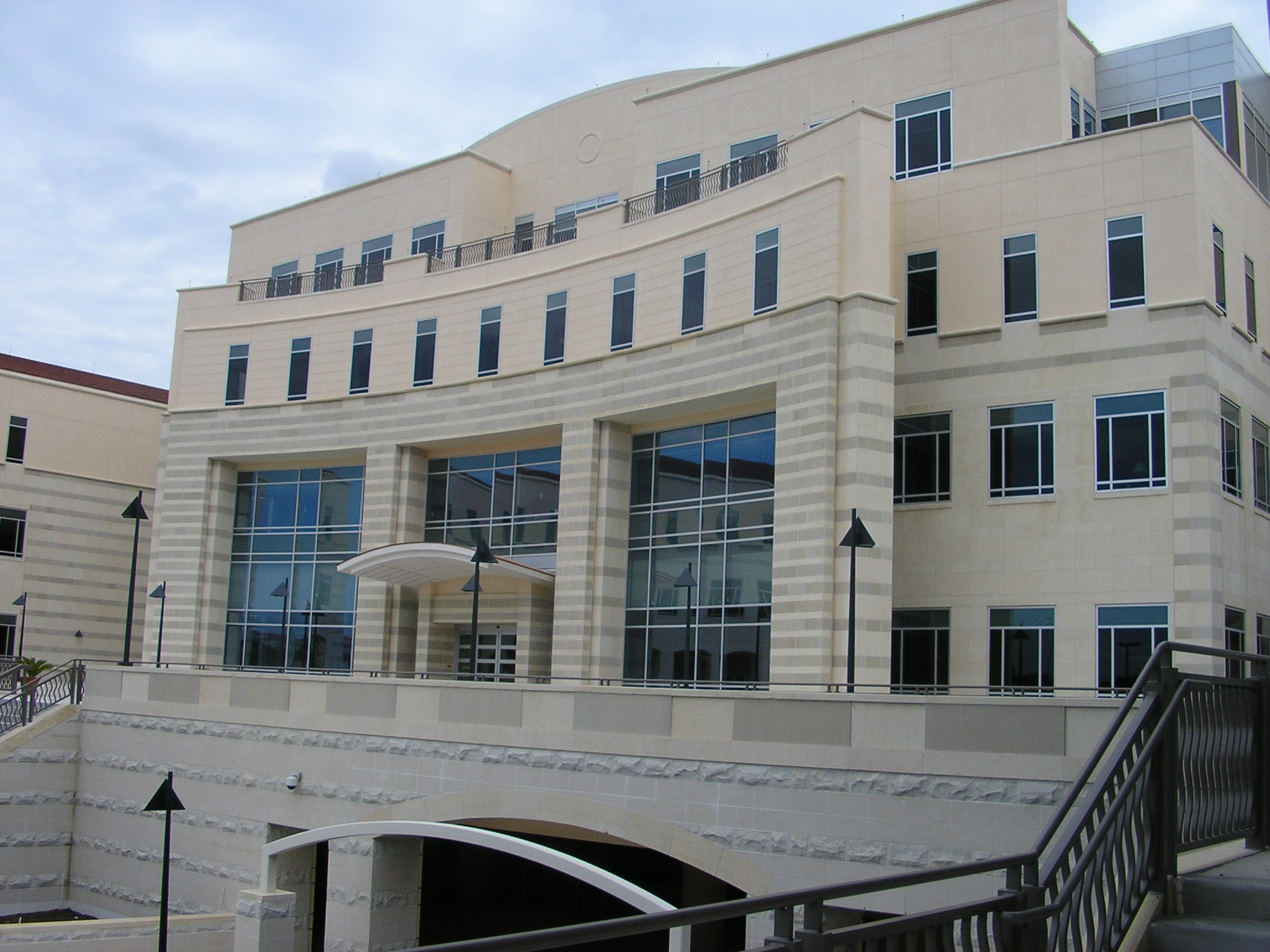
Das Hauptgebäude der UTSA

Die University of Texas at San Antonio (auch UTSA genannt) ist eine staatliche Universität in San Antonio im US-Bundesstaat Texas. Mit 30.968 Studenten ist sie größte Hochschule in San Antonio und die drittgrößte im University of Texas System.

## Geschichte
Die Universität wurde 1967 gegründet. 2006 wurde ein 83,7 Mio. US-Dollar teures Biotechnologie- und Wissenschaftszentrum eingeweiht. Seit 2009 ist die UTSA Teil der „Virtual Learning Community Initiative“ im Metaversum SecondLife.

## Fakultäten
- Architektur
- Geisteswissenschaften und Schöne Künste
- Ingenieurwissenschaften
- Naturwissenschaften
- Pädagogik und Human Development
- Public Policy
- Wirtschaftswissenschaften
- Honors College

## Sport
Die Sportteams der UTSA sind die Roadrunners. Die Hochschule ist Mitglied in der American Athletic Conference.

## Persönlichkeiten
- Rick Riordan (* 1964), Autor
- Monica De La Cruz (* 1974), Politikerin
- Johan Edfors (* 1975), Golfspieler
- Devin Brown (* 1978), Basketballspieler
- Phillip Hui (* 1987), Pokerspieler
- Karl Lauterbach (* 1963), deutscher Politiker
- Tariq Woolen (* 1999), Footballspieler der Seattle Seahawks